# Quingestanol
Quingestanol (INN, BAN), còn được gọi là norethisterone 3-cyclopentyl enol ether, là một proestin của nhóm 19-nortestosterone chưa từng được bán trên thị trường. Nó là một tiền chất của norethisterone. Nó là một dẫn xuất acylated, quingestanol axetat, được sử dụng như một dược phẩm.